# Scleria stipularis
Scleria stipularis är en halvgräsart som beskrevs av Christian Gottfried Daniel Nees von Esenbeck. Scleria stipularis ingår i släktet Scleria och familjen halvgräs. Inga underarter finns listade i Catalogue of Life.